# RNK splajsovanje
U molekularnoj biologiji i genetici, splajsovanje je modifikacija RNK nakon transkripcije, u kojoj se introni uklanjaju, a eksoni se spajaju. Ono je neophodno da bi tipična eukariotska informaciona RNK mogla da se koristi za proizvođenje korektnog proteina putem translacije. Za mnoge eukariotske introne, splajsovanje se vrši putem serije reakcija koje su katalizovane splajsozomom, kompleksom malih nukleusnih ribonukleoproteina (snRNP). Takođe postoje i samostalno splajsujući introni.

## Putevi splajsovanja
U prirodi se splajsovanje odvija na nekoliko načina. Tip splajsovanja zavisi od strukture introna i neophodnog katalizatora.

### Splajsozomalni introni
Splajsozomalni introni se često nalaze unutar sekvence eukariotskih gena koji kodiraju proteine. Intron sadrži 3' splajsno mesto, 5' splajsno mesto i mesto grananja. 5' splajsno mesto ili mesto splajsnog donora sadrži skoro nepromenljivu sekvencu GU na 5' kraju introna, unutar većeg manje konzerviranog konsenzusnog regiona. 3' splajsno mesto ili mesto splajsnog akceptora završava intron sa skoro nepromenljivom AG sekvencom. Ispred AG (u 5' smeru) postoji region sa visokim sadržajem pirimidina (C i U), ili polipirimidinski trakt. Ispred njega je tačka grananja, koja sadrži adeninske nukleotide. Tačkaste mutacije u DNK ili greške tokom transkripcije mogu da aktiviraju „kriptično splajsno mesto“ u delu transkripta koji obično nije splajsovan. To dovodi do formiranja maturisane iRNK sa nedostajućom sekcijom eksona. Na taj način se tačkasta mutacija, koja obično utiče samo na jednu aminokiselinu, može manifestovati kao delecija u finalnom proteinu.

### Formiranje i dejstvo splajsozoma
Splajsovanje katališe splajsozom, veliki RNK-proteinski kompleks koji se sastoji od pet malih nukleusnih ribonukleoproteina (snRNP). RNK komponente snRNP proteina formiraju interakcije sa intronom i mogu da učestvuju u katalizi. Dva tipa splajsozoma su poznata (glavni i sporedni). Oni sadrže različite snRNP proteine.
- Glavni

Glavni splajsozom izdvaja introne koji sadrže GU na 5' splajsnom mestu i AG na 3' splajsnom mestu. On se sastoji od U1, U2, U4, U5 i U6 snRNP-a, i aktivan je u nukleusu. Pored njih brojni drugi protein, među kojima su  i , su neophodni za formiranje splajsozoma.
Ovaj tip splajsovanja se naziva kanoničko splajsovanje. Ono je zastupljeno u više od 99% slučajeva.
- Pomoćni

Pomoćni splajsozom je veoma sličan glavnom. On deluje na retkim intronima sa različitim splajsnim mestima. Dok oba splajsoma sadrže isti U5 snRNP, pomoćni ima različite ali funkcionalno analogne snRNP proteine, koji se nazivaju U11, U12, U4atac, i U6atac. Poput glavnog splajsozoma, on se jedino nalazi u jedru.
- Trans-splajsovanje

Trans-splajsovanje je forma splajsovanje koja spaja dva eksona koji nisu unutar istog RNK transkripta.

### Samostalno splajsovanje
Samostalno splajsovanje se javlja kod retkih introna koji formiraju ribozim, tako da funkcije splajsozoma obavlja sama RNK. Postoje tri vrste samostalno splajsujućih introna, Grupa I, Grupa II i Grupa III. Grupe I i II introna izvode splajsovanje na sličan način sa splajsozomom. Ova sličnost sugeriše da su introni grupe I i II možda evoluciono srodni sa splajsozomom.

## Spoljašnje veze
- iRNK splajsovanje Архивирано на веб-сајту  (1. мај 2016)
- RNA+Splicing на 